# Скотобаза
Скотобаза — цех мясокомбината для приёма и содержания убойного скота.
Скотобаза выполняет функцию приёма сырья для производства мясных изделий. Имеет в своём составе необходимые транспортные инфраструктурные сооружения и устройства: платформу для приёма скота, доставленного железнодорожным или автомобильным транспортом, загоны для осмотра скота ветеринаром и термометрии скота, дезинфекционно-промывочный пункт и загоны для содержания скота, отобранного для убоя. Вместимость загонов и пропускная способность данных сооружений и устройств должна обеспечить двухсменную работу мясокомбината с коэффициентом 1,3, учитывающим неравномерность подвоза убойного скота.
Содержание животных осуществляется однородными по живой массе и упитанности партиями в групповых станках. Бугаи и хряки содержатся индивидуально. Существуют нормативы площадей на одну голову:
- крупного рогатого скота 2,5 квадратных метра;
- овец и коз 0,5 квадратных метра;
- свиней 0,8 квадратных метра.

Полы скотобазы сделаны из водонепроницаемых материалов, поддающихся мойке и дезинфекционной обработке. Канализация имеет навозоуловители.
Скотобаза для работы имеет большую потребность в воде. Общая суточная потребность воды на одну голову крупного рогатого скота составляет 60 литров, свиней 25 — литров, овец 10 — литров.
На скотобазе предусмотрены карантинные помещения для животных, подозреваемых в заболевании, ёмкостью около десяти процентов суточного количества перерабатываемого скота.
Больные животные содержатся в изоляторе, ёмкость которого определяется из расчёта 1 % объёма общей суточной переработки животных. Карантин и изолятор отгораживаются от территории, где находятся здоровый скот, забором высотой 2,5 метра. Для временного хранения (до уничтожения) навоза и трупов животных, скончавшихся от инфекционных болезней и иных причин, при которых не допускается убой животных на мясо, устраивают специальное помещение.
Наряду с помещениями для животных, здоровых, больных и умерших, на территории скотобазы располагаются также помещения для работников скотобазы, помещения для проводников скота, ветеринаров, склады и другие подобные помещения. Имеется автотранспорт для перевозки слабых животных или трупов.